# McCarthy Point (Prinzessin-Elisabeth-Land)
Der McCarthy Point ist eine felsige Landspitze an der Ingrid-Christensen-Küste des ostantarktischen Prinzessin-Elisabeth-Lands. In den Larsemann Hills liegt sie am Südufer der Wilcock Bay.
Das Antarctic Names Committee of Australia benannte sie nach Ian C. McCarthy, leitender Wetterbeobachter auf der Mawson-Station im Jahr 1970, der 1971 an Erkundungen in den Prince Charles Mountains beteiligt war.